# Véloce Club Rouen 76
Le Véloce Club Rouen 76 (VC Rouen 76) est un des plus anciens clubs français de cyclisme. Il a été fondé en 1869 à Rouen.
Le club est affilié à la Fédération française de cyclisme.
Le club avait pour nom Société rouennaise de vélocipédistes.[Quand ?]

## Histoire de l'équipe
L'équipe est créée en 1869 sous le nom de Véloce Club Rouen (VC Rouen) avant de se nommer par la suite Véloce Club Rouen 76 (VC Rouen 76) depuis la saison 2000.
Du 5 au 9 juillet 1896, le Véloce Club Rouennais organise un congrès international de vélocipédie lors de l'Exposition nationale et coloniale de Rouen.

## Championnats nationaux
- Championnats de France sur piste : 2
  - Américaine : 2011 (Alexandre Lemair)
  - Scratch : 2013 (Kévin Lesellier)

## VC Rouen 76 en 2016[2]

### Effectif

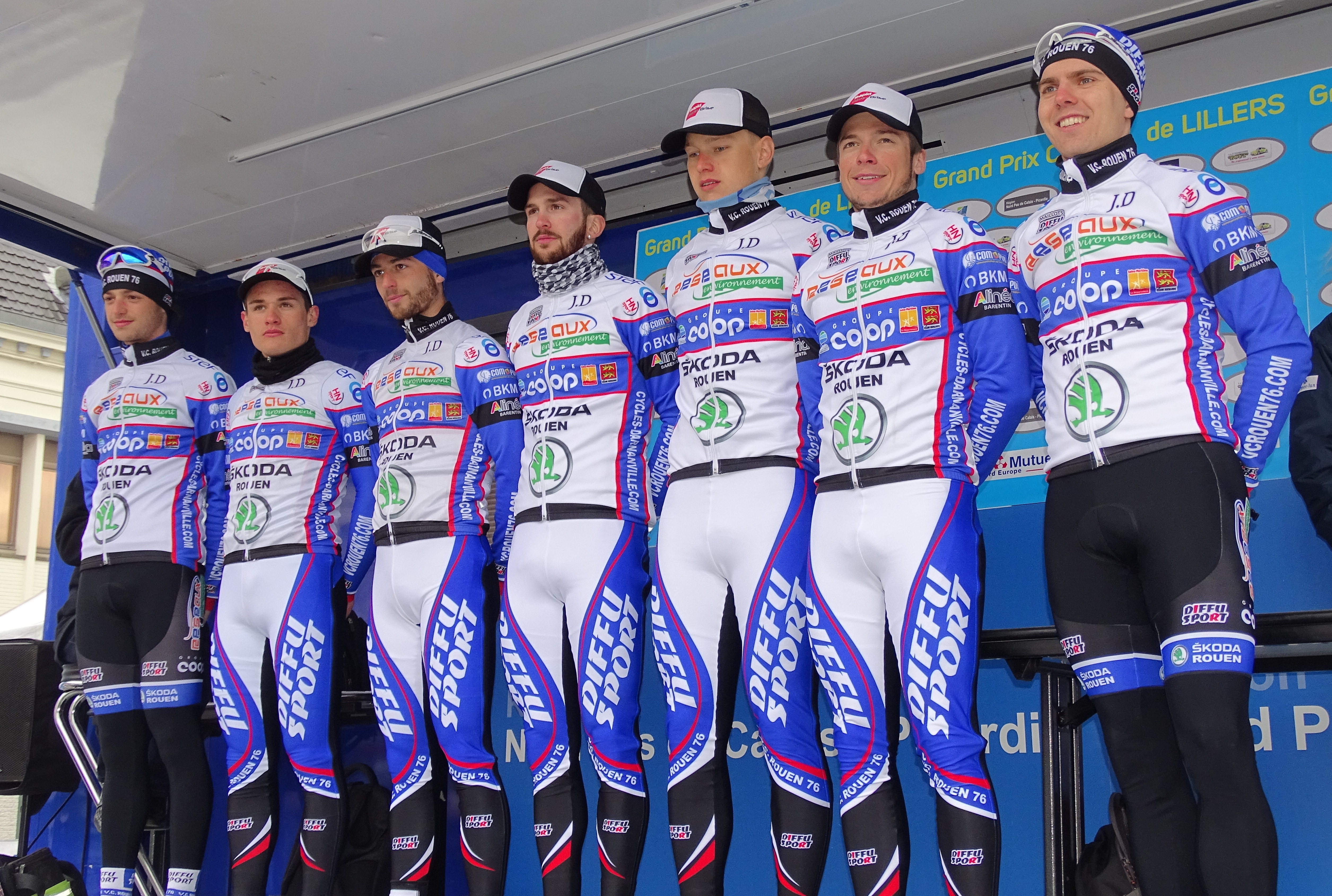
Hugo Bouguet, Adrien Carpentier, Dylan Kowalski, Anthony Morel, Oskar Nisu, Christopher Piry et Risto Raid lors du Grand Prix de Lillers-Souvenir Bruno Comini 2016.

| Cycliste          | Date de naissance | Nationalité | Équipe 2015                           |  |
| ----------------- | ----------------- | ----------- | ------------------------------------- |  |
| Pierre Barbier    | 25 septembre 1997 | France      | VC amateur Saint-Quentin Junior       |  |
| Hugo Bouguet      | 16 juillet 1985   | France      | USSA Pavilly Barentin                 |  |
| Erwan Brenterch   | 22 janvier 1986   | France      | Hennebont                             |  |
| Wilfried Canales  | 16 juillet 1996   | France      | USSA Pavilly Barentin                 |  |
| Adrien Carpentier | 18 mars 1996      | France      | VC Rouen 76                           |  |
| Samuel Kergaravat | 5 mai 1997        | France      | VC Rouen 76 Junior                    |  |
| Dylan Kowalski    | 26 janvier 1994   | France      | VC Rouen 76                           |  |
| Anthony Morel     | 15 janvier 1994   | France      | USSA Pavilly Barentin                 |  |
| Théo Nicolas      | 31 janvier 1997   | France      | Argenteuil Val de Seine 95 Junior     |  |
| Oskar Nisu        | 11 août 1994      | Estonie     | VC Rouen 76                           |  |
| Christopher Piry  | 27 décembre 1992  | France      | VC Rouen 76                           |  |
| Risto Raid        | 26 juin 1990      | Estonie     | VC Rouen 76                           |  |
| Julien Roussel    | 19 avril 1981     | France      | VC Rouen 76                           |  |
| Melvin Rullière   | 22 décembre 1989  | France      | Veranclassic-Ekoï                     |  |
| Jean-Lou Watrelot | 13 novembre 1997  | France      | Olympique Grande-Synthe U19 Formation |  |

Portraits
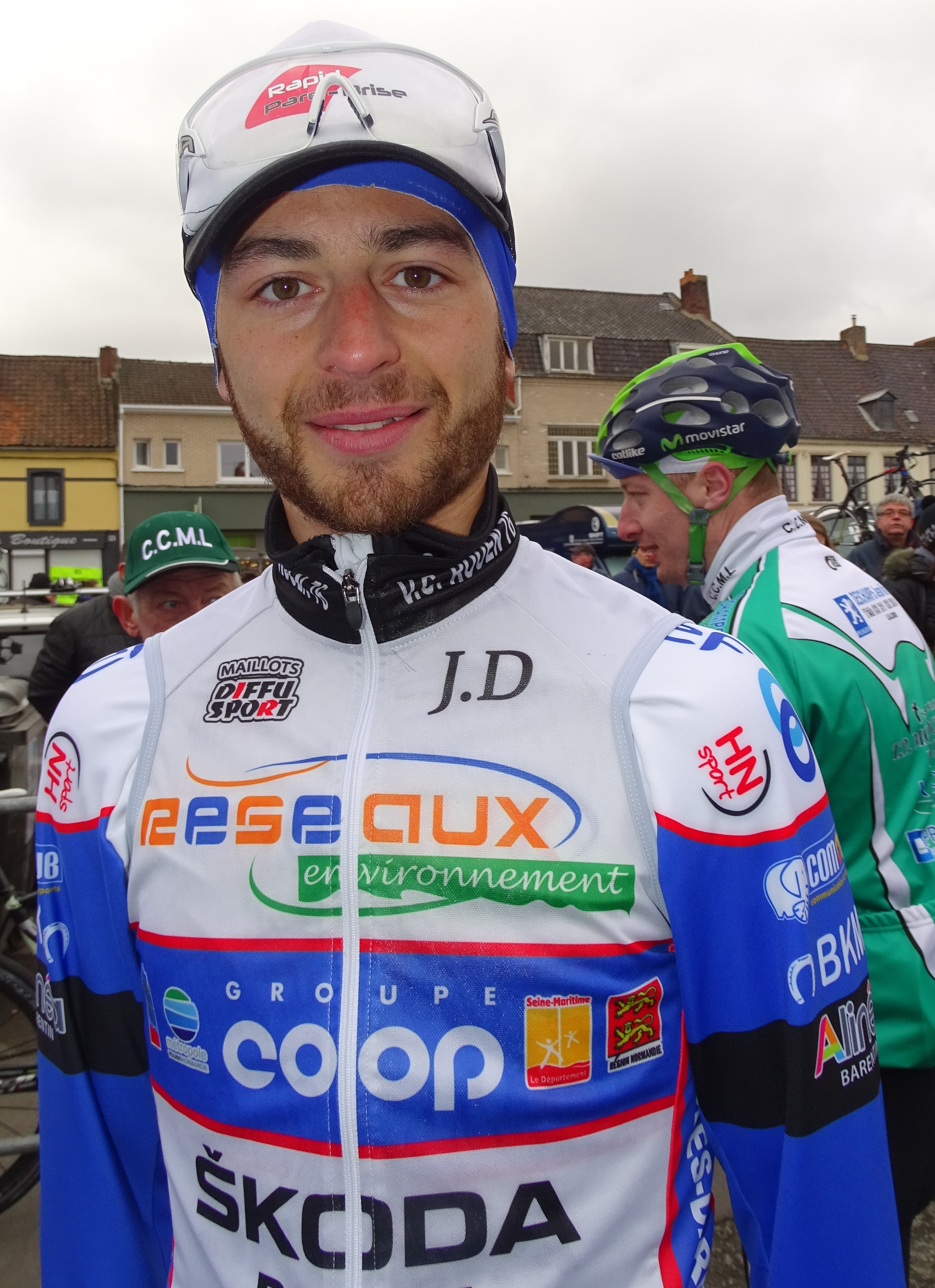
Dylan Kowalski.
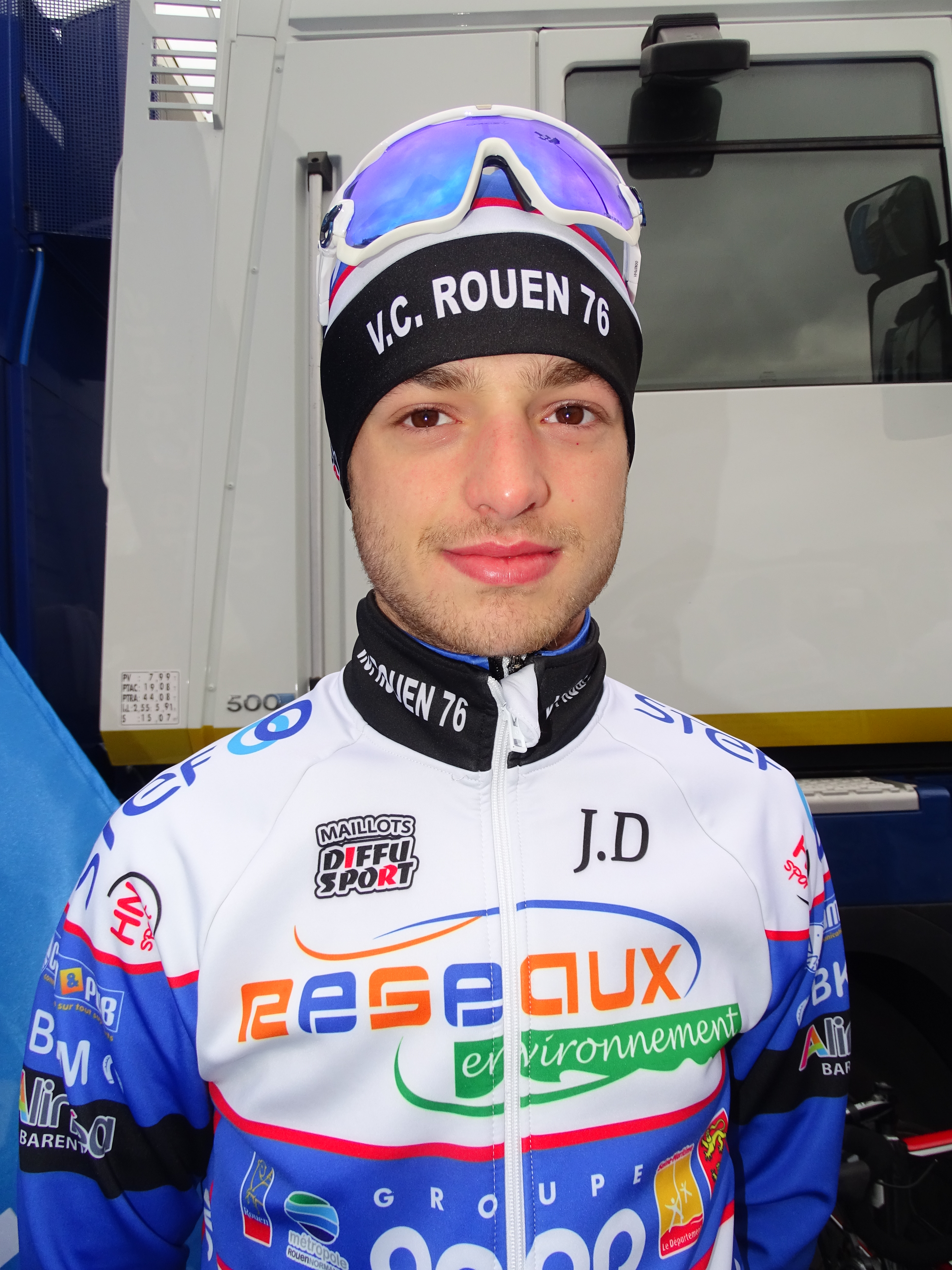
Hugo Bouguet.
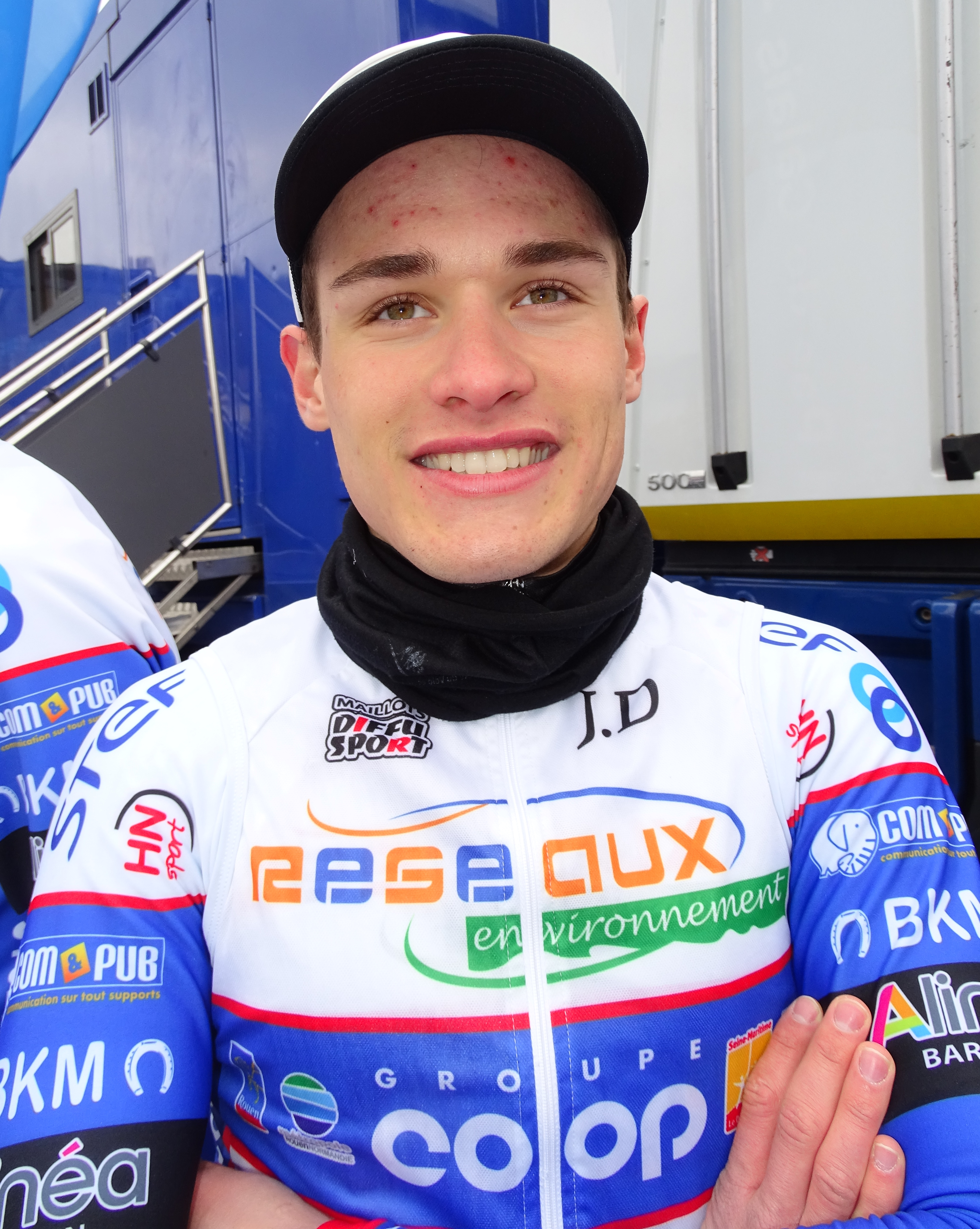
Adrien Carpentier.
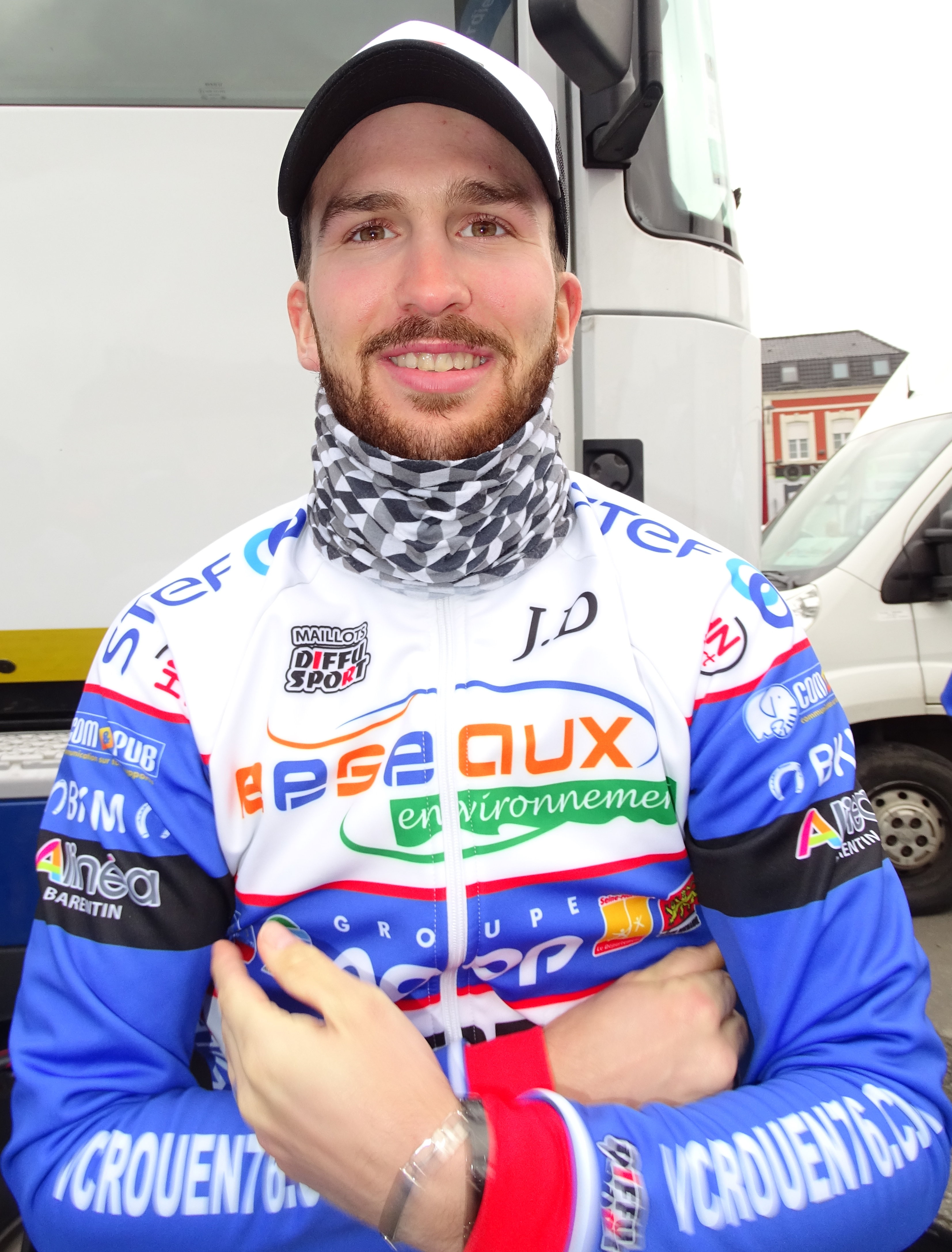
Anthony Morel.
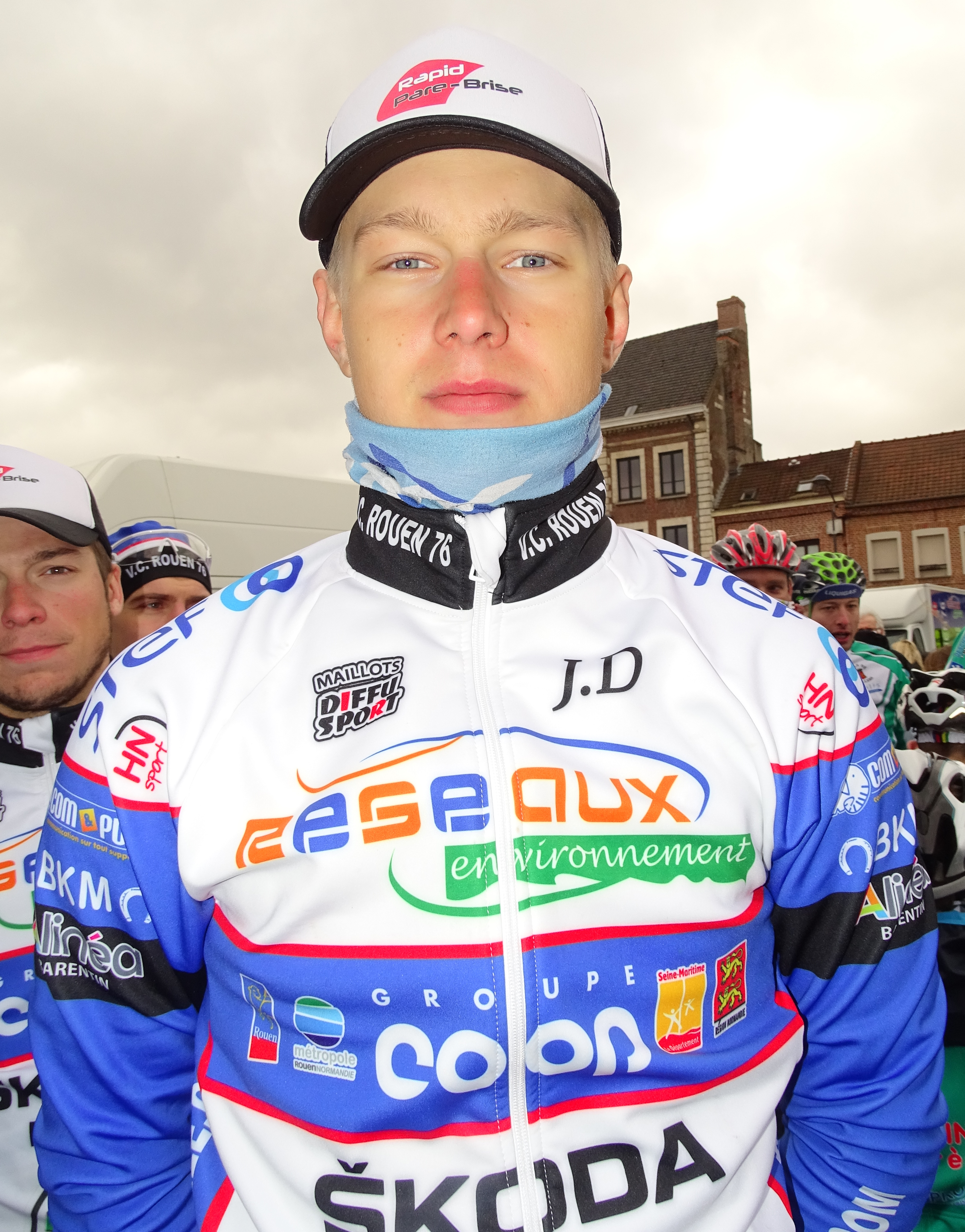
Oskar Nisu.
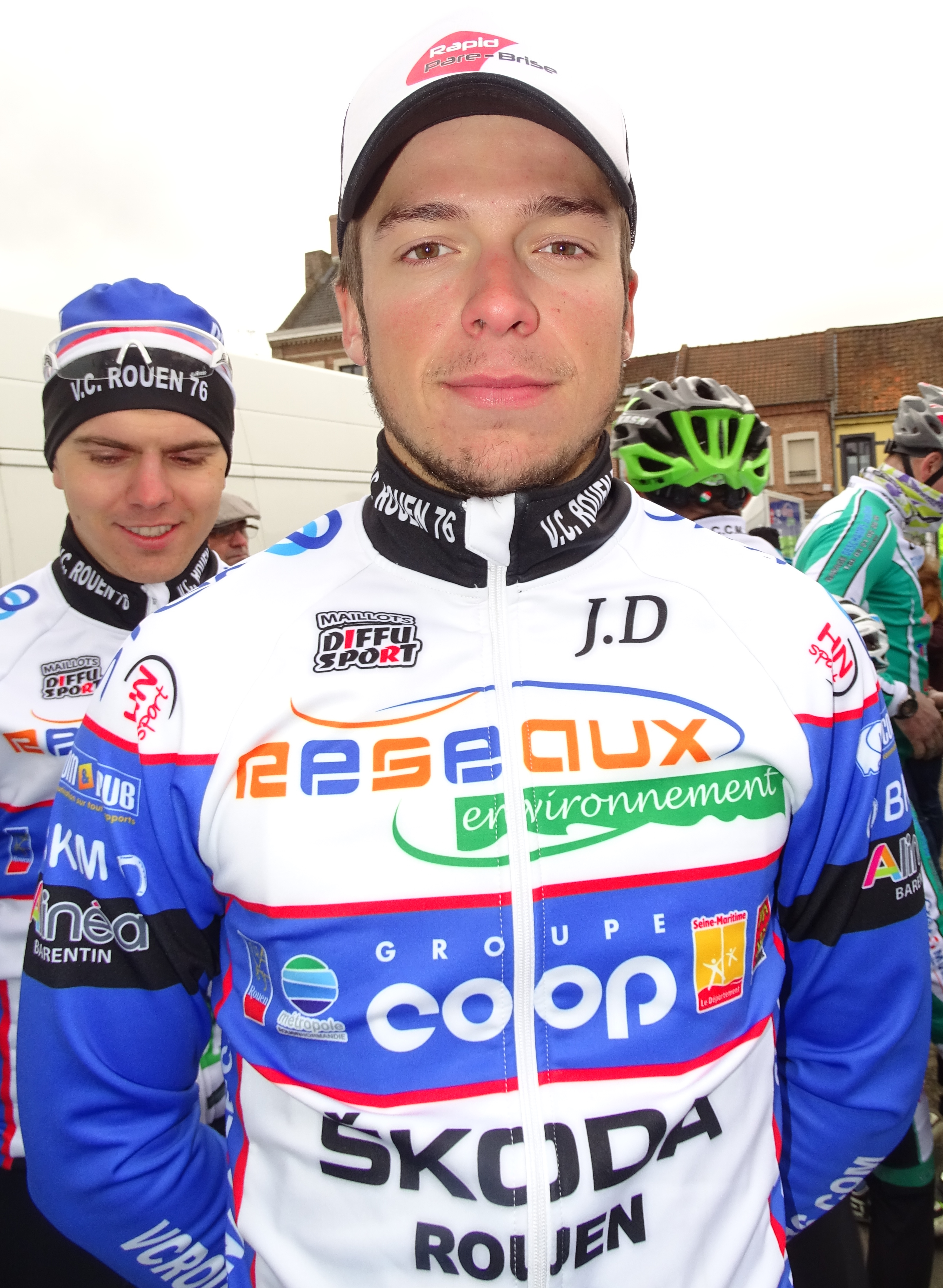
Christopher Piry.
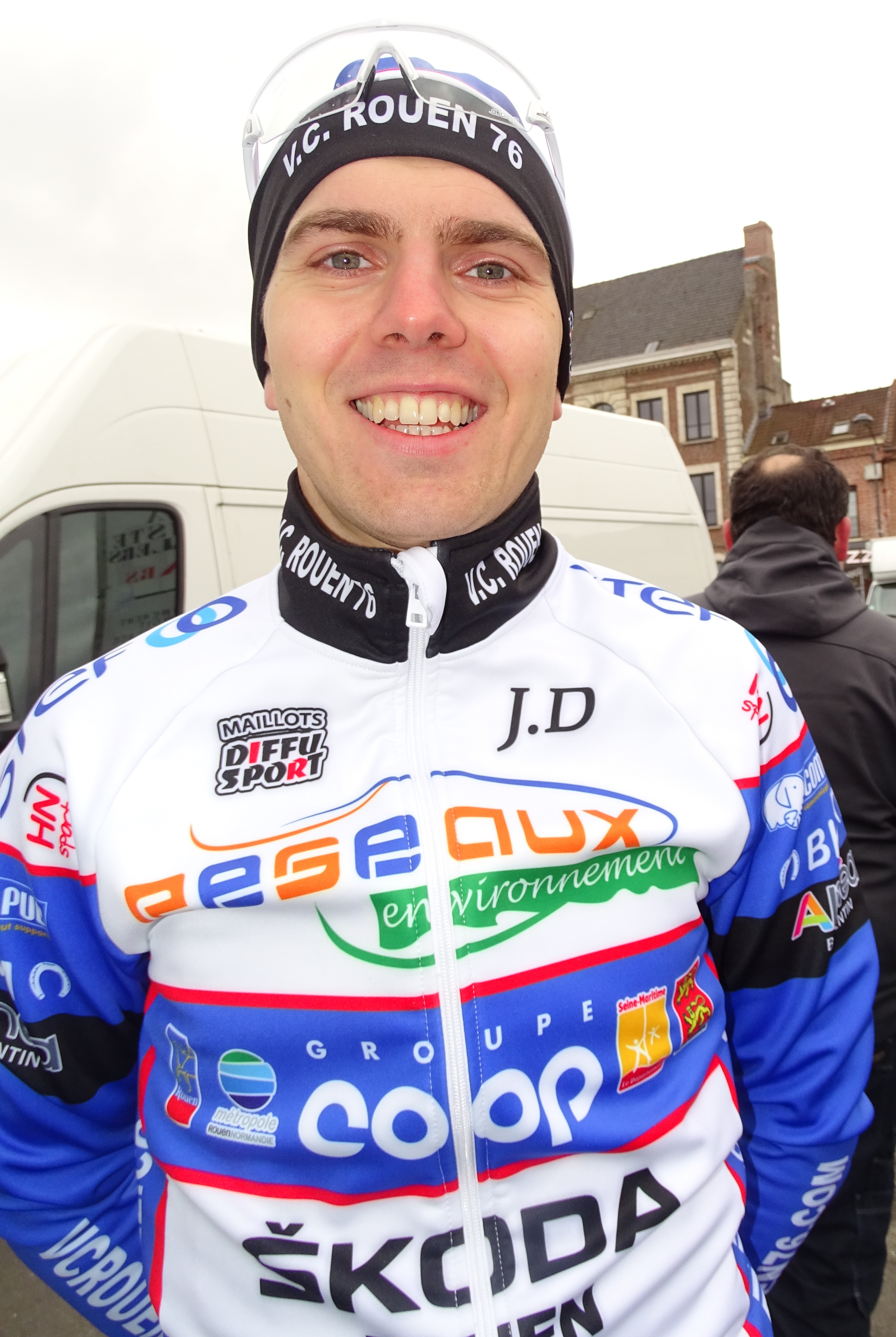
Risto Raid.

### Victoires
| Date | Course | Pays | Classe | Vainqueur |
| ---- | ------ | ---- | ------ | --------- |

## Anciens coureurs
De nombreux champions cyclistes régionaux et nationaux ont fait partie du club :
- Charles Terront[8]
- Gabriel Poulain
- Paul Duboc
- Gédéon Vanel
- Maurice Lainé
- Charles Lenormand
- Maurice Latour
- Robert Constantin (1896-?)
- Roger Creton, 2e au Grand Prix des Nations (cyclisme) 1953
- Marc Huiart, 1er à la Route de France 1960
- Jean-Claude Wuillemin, 8e au Tour d'Espagne 1965
- Jean-Claude Lebaube, maillot jaune au Tour de France 1966
- René Dandre, champion de France 1970
- Pierre Poulingue
- Philippe Bouvatier
- Franck Morelle, champion de France 1990
- Jean-Philippe Yon
- Mickaël Leveau
- Amaël Moinard
- Cédric Loué
- Frédéric Lecrosnier
- Stéphan Ravaleu
- Benjamin Le Montagner
- Alo Jakin